# NGC 6782
NGC 6782 је спирална галаксија у сазвежђу Паун која се налази на NGC листи објеката дубоког неба.
Деклинација објекта је - 59° 55' 20" а ректасцензија 19h 23m 57,9s. Привидна величина (магнитуда) објекта NGC 6782 износи 11,0 а фотографска магнитуда 11,9. NGC 6782 је још познат и под ознакама ESO 142-1, FAIR 57, IRAS 19195-6001, PGC 63168.